# 里茨
里茨是奥地利蒂罗尔州伊姆斯特县的一个市镇。总面积19.57平方公里，总人口2027人，人口密度103.6人/平方公里（2005年）。